# Съдържание (медии)
Съдържание в контекста на издателското дело, изкуството и комуникациите се нарича всяка информация, насочена към краен потребител или публика, както и свързаните с нея изживявания. Съдържанието е „нещо, което може да се съобщи чрез някакво средство за масова информация (медия) като реч, писменост или някое от изкуствата“. Съдържанието може да се достави по различни начини, включително книги, периодика, кино, театрални представления, радио, телевизия, музикални записи, интернет.

## В Интернет
Поради лесния достъп на потребителя, съдържанието в интернет нараства взривообразно, защото всеки има възможност да го създава. Това води до възникване на специфични проблеми, например по отношение на интелектуалната собственост. Различните уебсайтове имат различни условия на ползване и различни политики спрямо съдържанието. Например при Facebook условието на лиценза над съдържанието е „неексклузивно, прехвърлимо, освободено от такси, безвъзмездно и в световен мащаб“. При Twitter е: „в световен мащаб, освободено от такси, неексклузивно с подлицензни права“. При Instagram е: „неексклузивно, напълно платено и освободено от такси, с възможност за прехвърляне, с подлицензни права и в световен мащаб“.